# إيغون كليبش
إيغون كليبش (30 يناير 1930 - 18 سبتمبر 2010) سياسي ألماني.
في السنوات 1963-1969 كان كليش الزعيم الفيدرالي لاتحاد الشباب الألماني. في عام 1965 عمل لفترة وجيزة كمدير للحملة الانتخابية لودفيج إرهارد. في نفس العام انتخب لعضوية البوندستاغ الألماني الذي كان ينتمي إليه حتى عام 1980.
منذ عام 1964 كان نشطًا على المستوى الأوروبي. منذ عام 1973 كان عضوًا في البرلمان الأوروبي بالتوازي مع البوندستاغ. بعد أول انتخابات مباشرة للبرلمان في عام 1979 أصبح كليش رئيسًا للمجموعة البرلمانية لحزب الشعب الأوروبي. بعد أن وقف عبثًا في عام 1982 عن منصب رئيس البرلمان الأوروبي تم انتخابه في عام 1992 بدعم من حزب الشعب الأوروبي وحزب الاشتراكيين الأوروبيين الكتل البرلمانية. في عام 1994 تقاعد من البرلمان الأوروبي وأصبح مستشارًا لشركة استشارات الثروة الألمانية.